# 肌色
肌色（はだいろ）は、日本における色の一つで、日本人の多数派にとって平均的であると考えられる、肌の色をイメージした、薄いオレンジ色を指す。浅黒く日焼けした肌は肌色ではなく小麦色などと呼ぶ。同じアジア人でも東南アジアによく見られる浅黒い肌は、茶色や褐色と言われる。
英語ではフレッシュ (flesh、人肉) に該当するが、これは厳密には日本語の肌色よりも白色人種の肌の色に近い。日本語としては肉色（にくいろ）と訳されることもある。
近年は、肌色やフレッシュ他、色調名称としては適切ではない表現として使用を控えられつつある。近年の呼び換えの動きについては後節「#差別意識に対する取り組み」を参照。

## 言語としての肌色
「肌色」とはここで述べている「人肌と同様の特定の色」という意味のほかに、多くの辞典類では大まかに「ヒトの肌の色」そのものを意味する場合や、器物などの「地肌の色」を指す場合もあるとされている。
人肌の色としての「肌色」は色彩を表す言語としては特殊な面があり、特定の色を指す場合でも人肌または人肌と密接に関わるものを意図した場合に使われている。例えば下着類や化粧品は肌色と呼ばれるものがある一方で、茶封筒などの人肌とは無関係のものに対して肌色に近い色が存在しても通常は肌色と呼称されず、薄橙や薄茶など別の表現が用いられるのが普通である。
しかしJIS慣用色名により肌色が特定の色として定められており、厳密に特定の色を表現する必要がある場合はその限りではない。色を利用する立場における既成の「肌色」は汎用性のある特定の色として利用されることがあり、かつては画材などにも用いられていた。
例えば、過去には市販の児童向けクレヨンや色鉛筆において、人を描くときのために16色程度の最低限のセットに含まれる色に「肌色」という呼称の色が含まれることが多かった。そのような使用できる画材色が極端に限られている状況下において電球色や月、木材のような微妙な色を表現するためには、あえて肌色をベースに描くことも貴重な手段となりうる。しかし肌のための色という言語上の固定観念は根強く、描画目的であっても肌以外のものに肌色を使うことを無意識に避ける者は少なくない。
表現としての「肌色が多い」という場合、これは素肌の露出が多い色気のあるもののことを示す。

## 差別意識に対する取り組み
人種差別に対する問題意識から、人種・個人差・日焼けの度合いによって肌の色は異なるのに特定の色を肌色（フレッシュ）と規定することはおかしい、としてこの名称を避ける動きがあり、クレヨン・色鉛筆・絵具等で従来の肌色を薄橙（うすだいだい）やペールオレンジ (pale orange) 等と言い換える場合がある。アメリカでは、たとえば1962年にCrayola社は肌色に相当する flesh の呼称を“peach”（ピーチ）と呼び変えている。
日本では、2000年にトンボ鉛筆・三菱鉛筆・サクラクレパスが協議の結果として「はだいろ（肌色）」の呼称を「うすだいだい」に切り替えたのを契機に、「肌色」の呼称を取りやめる動きが広がり、2005年から2006年頃には全てのクレヨンからこの呼称が撤廃された。この問題は経済産業省の専門部会であるJIS改正案作成委員会での議論も実施されていた。
近年の韓国でも、「肌色」を意味する 살색 は、「軟朱黄色」を意味する 연주황색 か、「あんず色」を意味する 살구색 に言い換えられるようになっている。
江戸時代以前、仏教が広く一般に広まるまでのかつての日本において、この色は「宍色（ししいろ）」と呼ばれていた。「宍色」とは獣の肉色の意味である。肉食を禁じられた人々は、これに代わる呼び名を考えた。そして考え出されたのが「肌色」という呼び名である。

「肌色」という呼称を日本人が理想の肌の色として育んできた、文化として守る価値のある概念であると考える意見もあり、呼称改正の動きに反対する主張もあったという。

## 近似色
- ピーチ
- オレンジ色
- 橙色
- 杏色
- ピンク
- アイボリー
- まつざきしげるいろ